# Белорусско-финляндские отношения
Белорусско-финляндские отношения — двухсторонние дипломатические отношения между Белоруссией и Финляндией, установленные 26 февраля 1992 года.

## История
В 1960-х-1980-х годах Финляндия была одним из ключевых внешнеторговых партнёров БССР. Советская республика поставляла для страны тракторы, грузовые автомобили, станки, изделия стеклозаводов, дизтопливо, бензин, лён, дрова для производства угля, хлопчатобумажные ткани, музыкальные инструменты, столовые комплекты. Из Финляндии в БССР поступали швейные изделия и ткани, технологическое оборудование.
В то время на финский язык переводились произведения белорусских авторов, в Финляндии демонстрировались белорусские киноленты. В 1978 году в рамках движения городов-побратимов дружеские связи установили Барановичи и Хейнола.
В декабре 1991 года Финляндия признала независимость Белоруссии, а 26 февраля 1992 году страны установили дипломатические отношения и наладили активный политический диалог. В мае 1992 года Беларусь с рабочим визитом посетил финляндский президент Мауно Койвисто.
Во второй половине 90-х годов во взаимодействии двух стран произошли изменения, вызванные общим ухудшением отношений Минска с ЕС, членом которого являлась Финляндия.
В марте 2007 года в Беловежской пуще состоялась встреча делегаций Госкомитета погранвойск Беларуси и Пограничной охраны Финляндии. Был подписан меморандум, предусматривающий проведение совместных семинаров по вопросам охраны границы и пограничного контроля, обмен экспертами и информацией об оперативной обстановке на границе.
В октябре 2008 года в Минске побывал министр иностранных дел Финляндии Александр Стубб. Он встретился с президентом Александром Лукашенко и министром иностранных дел Сергеем Мартыновым.

## Дипломатические представительства
В Республике Беларусь по совместительству аккредитован Посол Финляндии в Литве. 1 октября 2010 года в Минске открыто отделение Посольства Финляндской Республики в Литовской Республике. Послом Финляндской Республики в Литве (и по совместительству в Белоруссии) с 2016 года является Кристер Михельссон.
5 декабря 2011 года в Хельсинки открылось здание Посольства Республики Беларусь в Финляндской Республике. 24 октября 2013 года Чрезвычайный и Полномочный Посол Республики Беларусь в Финляндской Республике Александр Петрович Островский вручил верительные грамоты Президенту Финляндии Сауле Ниинистё.

## Торговля
Динамика внешней торговли в 2011—2019 годах (млн долларов):
По данным Национального статистического комитета Республики Беларусь, в 2018 году товарооборот между двумя странами составил 127,6 млн долл. По сравнению с 2017 годом рост составил 4,3 %. Белорусский экспорт представлен изолированными проводами и кабелями, лесоматериалами, прутками из нелегированной стали. Финляндия поставляет бумажные и картонные изделия, оборудование для сельского хозяйства и рыбу.

## Культурные связи
Первый день культуры Беларуси в Финляндии прошёл 19 июня 2013 года. Состоялись выставки Государственного литературного музея Янки Купалы и издательства «Белорусской Энциклопедия имени П. Бровки», выступление фольклорной группы «Купалинка». Проведена презентация дворцово-паркового комплекса «Несвиж».